# HD8829
HD8829 — хімічно пекулярна зоря спектрального класу F0, що має видиму зоряну величину в смузі V приблизно 5,6.
Вона знаходиться у сузір'ї Кита й  розташована на відстані близько 118,4 світлових років від Сонця.